# Armand Lonque
Armand Jozef Lonque (Ledeberg, 22 januari 1908 – Gentbrugge, 12 maart 1979) was een Belgisch componist, muziekpedagoog en pianist. Hij was een zoon van de componist, muziekpedagoog en altviolist Séraphin Lonque (1873-1943) en een jongere broer van de componist, muziekpedagoog, dirigent en violist Georges Lonque (1900-1967).

## Levensloop
Lonque kreeg muziekles van zijn vader Séraphin en van zijn oudere broer Georges. Vanaf 1917 studeerde hij aan het Koninklijk Conservatorium Gent bij Oscar Roels (solfège), Jef Van der Meulen (harmonie), Marcel Laoureux (piano), Joseph Ryelandt (contrapunt) en Martin Lunssens (fuga). Hij was muziekleraar aan het Koninklijk Atheneum in Aalst (1936-1968) en aan het atheneum in Geraardsbergen. Verder was hij instructeur voor piano aan het Koninklijk Conservatorium Gent (1926-1932) en docent voor solfège en piano aan de stedelijke muziekschool van Aalst, oprichter en directeur van de gemeentelijke muziekschool van Asse (1948) en directeur van de gemeentelijke muziekacademie van Gentbrugge (1957-1973).
Hij was een veelzijdig componist en schreef werken voor diverse genres.

## Composities

### Werken voor orkest
- 1954 Petite Suite - Concertstuk, voor altsaxofoon en orkest
- Au Roi Albert, voor spreker en orkest
- Bruiloftsmars, voor orkest
- Jubelmars, voor orkest, op. 4
- Mercuriusmars, voor orkest[1]
- Exil, voor orkest - gebaseerd op het gelijknamige gedicht uit het bundel "Houles" van Marie-Jo Gobron[2][3]

### Werken voor harmonieorkest
- 1965 Suite, voor harmonieorkest - première: 11 november 1965 in Gent door het Groot Harmonieorkest van de Belgische Gidsen o.l.v. Yvon Ducène
- Bruiloftsmars, voor harmonieorkest
- Décembre 1938, suite voor harmonieorkest, op. 19 - opgedragen aan: Lydie Lonque
  1. Dorpsfeest
  2. Kerstnacht
  3. Sleetje rijden
- Drie fantasiestukken, voor harmonieorkest
  1. Dans
  2. Op een Drafje
  3. Voorspel
- Jubelmars, voor harmonieorkest, op. 4

### Vocale muziek

#### Cantates
- Landelijke Zomeravond, cantate

#### Liederen
- 1948 Épithalame, zangcyclus - won de zilveren medaille van de stad Parijs in 1948
- 1958 2 Liederen, voor zangstem en piano - tekst: Fr. Cluytens - won de Karel Bouryprijs van de Koninklijke Vlaamse Academie voor Taal en Letterkunde[4][5]
- 2 Liederen, voor middenstem en piano, op. 12
  1. Berceuse - tekst: Estelle de Poortere, naar Frans Hofman
  2. Wiegelied - tekst: Frans Hofman
- De torens in de nacht, voor zangstem en piano - tekst: R. De Graeve
- De vier winden, voor zangstem en piano - tekst: Jan Vercammen[6]
- Gebed, voor zangstem en piano - tekst: Frans Hofman
- Gentbrugse volkslied - Gentbrugge, fiere gemeente. Het grafelijk Gent schonk uw naam..., voor (samen-)zang en piano[7]
- Herinnering, voor zangstem en piano - tekst: René De Clercq
- Naar Brussel, voor zangstem en piano - tekst: Jan Vercammen
- "'t Is in U", voor sopraan en piano
- Waai nu zoetjes, voor zangstem en piano - tekst: M. Kersten

### Kamermuziek
- 1934 Sonate, voor dwarsfluit en piano, op. 21 - won de Emile Mathieu prijs in 1934
- 1948 Impromptu, voor trompet en piano, op. 35
- 1949 3 Pièces de fantasie, voor klarinet en piano
- 1953 Inleiding en Rustieke Dans - Introduction et danse rustique, voor klarinet (of basklarinet) en piano, op. 51
- 1954 Morceau de concours, voor altsaxofoon en piano, op. 56
- 1958 Avondlied - Chant du soir, voor cello en piano, op. 47
- 1958 Mélodie, voor viool, klarinet en piano
- 1958 Oktobernacht, voor hoorn en piano, op. 48
- 1959 Romance, voor viool en piano
- 1959 Sonate, voor viool en piano, op. 37
- 1960 Novelette, voor trombone en piano, op. 43
- 1960 Alla hanacca, voor trompet en piano, op. 66
- 1960 Tema e variazioni, voor klarinet en piano
- 1961 Scherzo capriccioso, voor trombone en piano, op. 68
- 1961 Historiette - In verhaaltrant, voor dwarsfluit en piano, op. 69
- 1971 Contrasti, voor trompet (of hoorn, of trombone, of tuba) en piano, op. 75
- Quatre instantanées, voor 4 dwarsfluiten

### Werken voor piano
- 1959 Romantische wals
- 1960 Moment musical
- 1965 3 Albumbladeren - 3 feuilles d'album
- 1e Sonatine, op. 23
- 2e Sonatine, op. 27
- Sonatine in d mineur, op. 34 - maakt deel uit van het album "Six piano sonatinas by Belgian composers (Zes sonatinas van Belgische componisten)"
- Martine heeft 3 poppen, op. 50
- Prelude, op. 28